# مایدوو (صربستان)
مایدوو (به صربی: Majdevo) یک منطقهٔ مسکونی در صربستان است که در ناحیه راسینا واقع شده‌است. مایدوو ۴۹۱ نفر جمعیت دارد.